# Herrgottsbach (Tauber)
Der Herrgottsbach ist ein ab seiner höchsten Quelle knapp 14 km langer Bach am Nordostrand Baden-Württembergs in der nördlichen Hohenloher Ebene und vor allem dem östlichen Tauberland, der in Creglingen im Main-Tauber-Kreis von links und Süden in die Tauber mündet. Sein Tal heißt Herrgottstal.

## Geographie

### Quellbäche

#### Rimbach

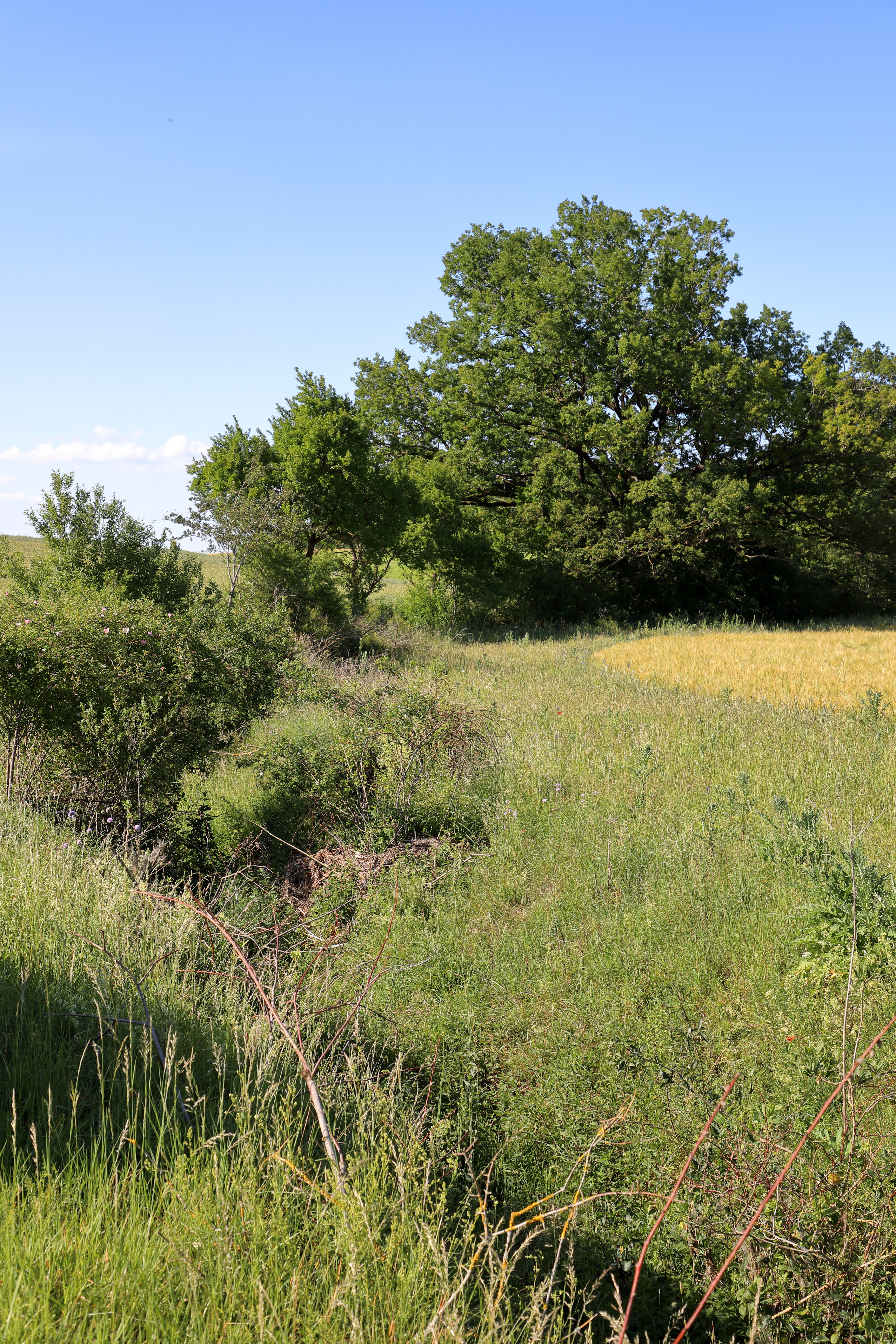
Der Rimbach zwischen Spielbach und Wolkersfelden

Der Rimbach ist der linke Quellbach des Herrgottsbaches. Er entsteht südlich des zur Gemeinde Schrozberg gehörenden Dorfes Spielbach am Nordrand des Hochholzes auf etwa 471 m ü. NHN. Er läuft zuallererst in ostnordöstlicher Richtung. Nach dem Waldaustritt kehrt er sich nach Norden und speist den Eisweiher und einen weiteren kleinen See mit zusammen etwa 0,5 ha Fläche. Im weiteren Nordlauf parallel zu einem Feldweg erreicht er Spielbach und durchfließt es zum Teil verdolt in westlicher Richtung. Nach den letzten Häusern zieht er weiter als Weggraben bis zur Gemeinde- und Kreisgrenze, wo er nordwärts auf das Gebiet der Stadt Creglingen einfließt. Hier in der eher Mulde zu nennenden Hinteren Klinge fließt er zwischen niedrigen bewaldeten Hügelzügen auf beiden Seiten. Zu seiner Linken liegt in den Waldgemarkungen Birken und Dornschlag das Naturschutzgebiet Oberrimbacher Erdfälle; darin laufen ihm Dolinenreihen eines landschaftstypischen, hier recht auffälligen Dolinenfeldes parallel. Danach erreicht er das Creglinger Dorf Oberrimbach, hinter dem sein wirklicher Klingen-, d. h. Kerbtalabschnitt des Unterlaufs beginnt. Nach kurzer Strecke rechts vorbei am Galgenberg erreicht er Lichtel, einen Weiler größtenteils auf dem Sporn einer schon im Spätmittelalter abgegangenen Burg, von dessen anderer Seite ihm sein einzig bedeutender, 3,1 km langer Nebenfluss Klingenbach von links zuläuft. Wenig dahinter fließt er nach 7,4 km mit dem rechten Schmerbach zum Herrgottsbach zusammen. Sein Einzugsgebiet umfasst 14,6 km², zu denen der Klingenbach 3,7 km² beiträgt.

#### Schmerbach
Der Schmerbach ist der rechte Quellbach des Herrgottsbaches.  Er entsteht auf etwa 460 m ü. NHN nordöstlich des Schrozberger Ortes Böhmweiler neben einer Straße, der er dann als Graben nördlich über die Kreisgrenze bis zum Creglinger Ort Blumweiler folgt. Kurz vor der Siedlungsgrenze des Weilers durchläuft er ein dauereingestaut etwa 1,2 ha großes Hochwasserrückhaltebecken. Ab der kleinen Ansiedlung fließt er mit Schwankungen in nordwestlicher Richtung. Wenig bevor er das Creglinger Dorf Schmerbach erreicht, läuft ihm im Wald Burgstall auf dem linken Randhügel ein Dolinenfeld nördlich zu. Hinter dem Dorf beginnt am südwestlichen Fuße des Sommerbergs (437,7 m ü. NHN) sein kurzer Klingenabschnitt, an dessen Ende er mit dem linken Rimbach zum Herrgottsbach zusammenläuft. Er hat keine wesentlichen Zuflüsse, ist 6,3 km lang und sein Einzugsgebiet umfasst 9,4 km².

### Verlauf
Der Herrgottsbach fließt etwa 0,8 km nordöstlich von Lichtel auf 361,1 m ü. NHN aus seinen zwei Oberläufen zusammen und verbleibt dann auf seinem recht beständigen Nordnordwestlauf durch das sogenannte Herrgottstal in der Stadtgemarkung von Creglingen. Von Anfang an begleitet ihn dabei die Landesstraße 1005, die über das Kerbtal des Schmerbachs in sein Tal eintritt. Unter dem linken Hang Halden liegen drei kleinere Teiche in der linken Aue. Bald danach läuft von rechts aus der bewaldeten Heisersklinge ein 4,1 km langer Bach zu, der aber oft nur auf dem letzten Kilometer oder weniger Wasser führt.
Westlich des abwärtigen Mündungssporns Kräuselberg ist der Herrgottsbach gleich nach diesem Zulauf durch einen Damm zum etwa 2,5 ha großen Münster-Stausee angestaut, der die nur etwa 100 Meter breite Talsohle fast ganz ausfüllt. Etwa einen halben Kilometer nach dem Auslauf erreicht er oberhalb eines Campingplatzes in der Aue am südlichen Dorfrand von Münster einen weiteren Stausee von diesmal etwa 1,2 ha, der ebenfalls dem Hochwasserschutz dient. Das Dorf, das er offen durchläuft, ist die einzige größere Ansiedlung im Tal vor der Kleinstadt selbst und liegt am Zulauf des 3,8 km langen Berbachs, der in Luftlinie etwa drei Kilometer südsüdwestlich seiner Mündung in der Dorfmitte am östlichen Gemarkungsrand von Niederstetten auf der linken Hochfläche und wenig entfernt vom Lichteler Landturm als straßenbegleitender Graben entsteht, dort am Oberlauf aber oft trockenfällt. Am Nordrand des Ortes fließt wiederum von links ein nur 0,4 km langes Gewässer aus der kurzen Eppichstalklinge zu.
Dies ist der letzte natürliche Zufluss des Bachs, der auch auf den restlichen etwa drei Kilometern seines Laufes in steil eingeschnittenem Muschelkalktal seine Talsohle nicht merklich weitet. Etwa einen Kilometer vor der Ortsgrenze von Creglingen passiert er die durch ihren Hochaltar berühmte Herrgottskirche am unteren rechten Hang, gleich danach die Kohlesmühle. Wenig dahinter zweigt ein alter Mühlkanal nach rechts ab, der nach 0,6 km nahem Parallellauf an der Siedlungsgrenze von Creglingen selbst zurückläuft. Nun fließt der Herrgottsbach noch etwa 300 Meter lang dicht an der durch die Lage im sich nur wenig weitenden Taltrichter eingeengten, am linken Hangfuß stehenden Kernstadt Creglingens vorbei und mündet schließlich bei der Riemenschneiderbrücke auf 267,1 m ü. NHN von links und Süden in die mittlere Tauber.

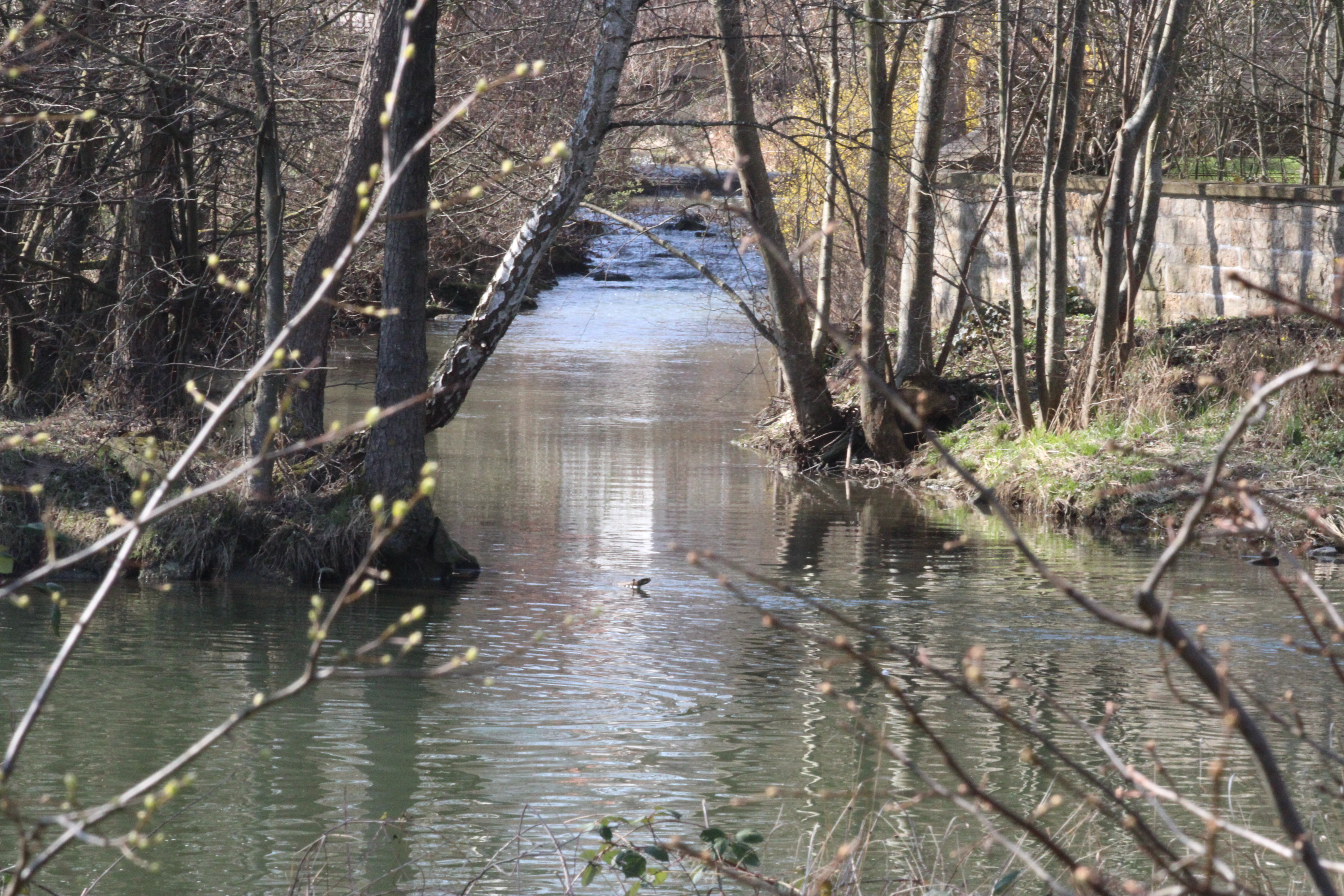
Mündung in die Tauber
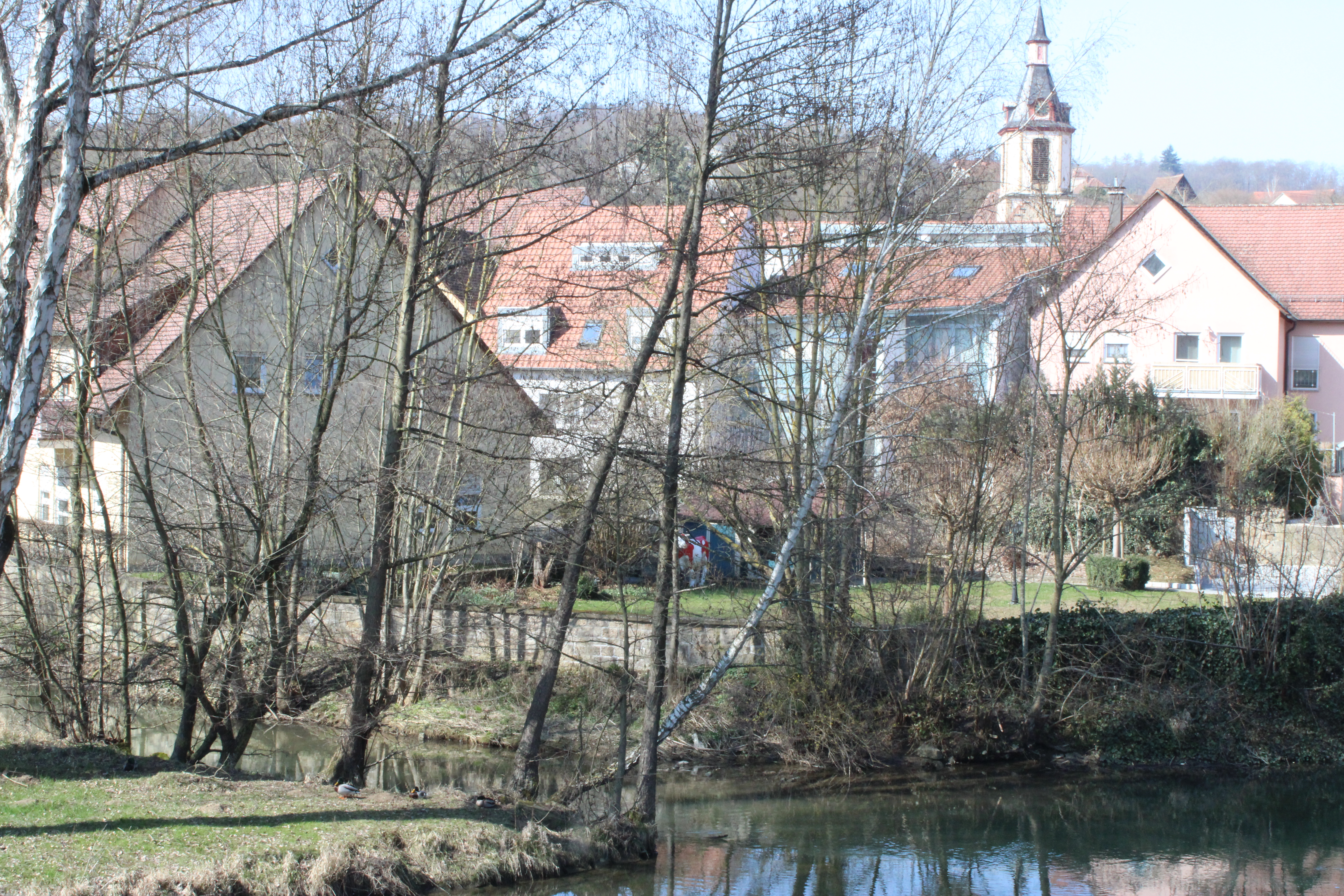
Mündung in die Tauber

### Einzugsgebiet
Der Herrgottsbach hat ein oberirdisches Einzugsgebiet von 42,9 km², wozu der linke Oberlauf Rimbach 14,6 km² und der rechte Schmerbach 9,4 km² beitragen. Es erstreckt sich von seiner größten Höhe im Hochholz auf etwa 482 m ü. NHN nahe und wenig über der Rimbach-Quelle etwas über 11 km weit nordnordwestlich bis zur Mündung in Creglingen auf 267,1 m ü. NHN. Quer dazu erreicht es eine maximale Breite von etwa 6,7 km.
Naturräumlich werden die oberen Einzugsgebiete der beiden Oberläufe zur Südwestlichen Rothenburger Landwehr im Unterraum Östliche Hohenloher Ebene der Hohenloher und Haller Ebene gerechnet, fast das ganze übrige Gebiet zum Unterraum Südliche Tauberplatten im Tauberland. Der Mündungszwickel zuletzt in Creglingen liegt im Taubertal bei Bieberehren in dessen Unterraum Taubergrund.
Beginnend an der Nordspitze an der Mündung, zieht sich die Einzugsgebietsgrenze zunächst südöstlich bis etwas östlich des Karrodsees, knickt dort nach Süden ab bis nahe Böhmweiler und dem Schmerbach-Ursprung; auf diesem Teilstück ziehen jenseits kleinere Gewässer zur oberen Tauber. Hier knickt die Grenze dann nach Westsüdwesten, worauf sie bis zur erwähnten Höhe im Hochholz zieht, dem südlichsten Punkt des Einzugsgebietes; jenseits entwässert der etwas größere (obere!) Vorbach zur Tauber, ganz zuletzt im Hochholz liegt das Einzugsgebiet von deren noch höherem Zufluss Schandtauber an.
Nun zieht die Wasserscheide nach Nordwesten bis ins große Waldstück Häften zwischen Wildentierbach und dem Lichteler Landturm, gegen Einzugsgebiet des Reutalbachs, der in den (unteren!) Tauber-Zufluss Vorbach mündet. Auf dem abschließenden Stück nördlich laufender Wasserscheide ziehen links außerhalb der diesem zulaufende Streichentalbach und der unmittelbar abwärtige Tauber-Zufluss Rindbach ungefähr parallel zum Herrgottsbach.
Im Südwesten gehören unter 5 km² des Einzugsgebietes zur Gemarkung der Stadt Niederstetten, im Süden unter 7 km² zur Stadt Schrozberg, die restlichen unter 31 km² sind creglingisch.

### Zuflüsse und Seen
Hierarchische Liste der Zuflüsse und  Seen von der Quelle zur Mündung. Gewässerlänge, Seefläche, Einzugsgebiet und Höhe nach den entsprechenden Layern auf der Onlinekarte der LUBW. Andere Quellen für die Angaben sind vermerkt.
Auswahl.
Ursprung des Herrgottsbachs auf etwa 362,7 m ü. NHN etwa 0,8 km nordöstlich von Creglingen-Lichtel aus dem Zusammenfluss seiner Oberläufe Rimbach und Schmerbach. Der Herrgottsbach fließt zumeist westnordwestlich.
- Rimbach und anfangs Spielbach, linker Oberlauf aus dem Süden, 7,4 km und 14,6 km².[LUBW 7] Entsteht auf etwa 471 m ü. NHN etwa 1,5 km südwestlich von Schrozberg-Spielbach am Nordrand des Waldes Hochholz zur offenen Flur um Spielbach. Der anfangs unbeständig wasserführende Bach wird bis zur Kreis- und Stadtgrenze von Schrozberg zu Creglingen unterhalb des Ortes Spielbach selbst Spielbach genannt.
  -  Durchfließt auf etwa 460 m ü. NHN den Eisweiher und passiert gleich darauf einen weiteren etwas vor Spielbach, zusammen 0,5 ha.
  - Klingenbach, von links und Südwesten auf etwa 387 m ü. NHN bei den Talhäusern von Lichtel, 3,1 km und 3,7 km². Entsteht auf etwa 447 m ü. NHN im Gewann Weidenbrunnen nahe an der Grenze zur Stadt Schrozberg. Auf ganzer Länge unbeständig.
    - Lochgraben, von links und Westen auf etwa 440 m ü. NHN bei Creglingen-Birkhöfe, 0,7 km und ca. 0,6 km².[LUBW 8] Entsteht auf etwa 453 m ü. NHN im Gewann Loch. Unbeständig.
- Schmerbach, rechter Oberlauf von Südosten, 6,3 km und 9,4 km². Entsteht auf etwa 460 m ü. NHN bei Schrozberg-Böhmweiler.
  -  Durchfließt auf 450 m ü. NHN[LUBW 9] ein Hochwasserrückhaltebecken unmittelbar vor Creglingen-Blumweiler, 1,2 ha.
- Passiert auf etwa 350 m ü. NHN und darunter drei Teiche links am Lauf, zusammen 0,4 ha.
- (Bach aus der Heiserklinge), von rechts und Osten auf etwa 339 m ü. NHN kurz vor dem folgenden, 4,1 km und ca. 4,1 km².[LUBW 8] Entsteht auf etwa 450 m ü. NHN im Gewann Karrod ostnordöstlich von Creglingen-Schmerbach.
  -  Durchfließt auf etwa 445 m ü. NHN ein Hochwasserrückhaltebecken, etwa 0,8 ha.
- Durchfließt auf etwa 338 m ü. NHN[LUBW 9] den Münster-Stausee, 2,5 ha.
- Durchfließt auf etwa 323 m ü. NHN[LUBW 9] das untere Hochwasserrückhaltebecken vor dem Campingplatz vor Creglingen-Münster, 1,2 ha.
- Berbach, von links und insgesamt auf etwa 310 m ü. NHN in Münster, 3,8 km und ca. 4,6 km².[LUBW 8] Entsteht auf etwa 441 m ü. NHN nördlich des Lichteler Landturms. Am Oberlauf unbeständig.
- (Bach aus der Eppichstalklinge), von links und Westsüdwesten auf etwa 305 m ü. NHN wenig nach Münster, 0,4 km und ca. 0,8 km².[LUBW 8] Entsteht auf über 360 m ü. NHN in der Klinge. Unbeständig.
- Mühlbach, von rechts kurz vor dem Weg Am Zwinger im südlichen Creglingen, 0,6 km. Geht zuvor auf etwa 280 m ü. NHN nach rechts ab kurz nach der Kohlesmühle vor Creglingen.

Mündung des Herrgottsbachs von links und Süden auf 267,1 m ü. NHN in Creglingen in die Tauber. Der Herrgottsbach ist zusammen mit dem Oberlauf Spielbach/Rimbach 14,1 km, alleine 6,6 km lang und hat ein 42,9 km² großes Einzugsgebiet.

### Flusssystem Tauber
- Liste der Fließgewässer im Flusssystem Tauber

## Charakteristik
Der Herrgottsbach ist ein Gewässer zweiter Ordnung. Seine Gewässergüte wurde im Jahre 2004 auf dem dafür erfassten Abschnitt, der kurz nach der Vereinigung seiner Quellbäche beginnt, als gering belastet (Güteklasse I–II) eingestuft. Er gehört zur Forellenregion. Während der Bach in seinen ortsfernen Abschnitten noch recht naturnah ist, sind die im Siedlungsgebiet liegenden Teile, sowie die Bereiche um die Stauseen stark verbaut. Sein Lauf wird durch Querbauwerke im Bereich der von ihm durchflossenen Stauseen behindert.

## Geologie
Rimbach und Schmerbach beginnen ihren Lauf in der Unterkeuper-Auflage auf dem Muschelkalk der südlichen Hochebene, am Rande von Lösssediment, das in länglichen Inseln die höchsten Lagen vor allem am Südrand des Einzugsgebietes einnimmt, aber etwa auch im westlich der Mündung des Herrgottsbaches auf der Hochebene liegenden Waldgebiet Bockstall vereinzelt vorkommt. Der kurze Zulauf des Karrodsees entsteht im Unterkeuper, Klingenbach und Berbach an der Grenze von diesem zum Oberen Muschelkalk, welchen Rimbach bei Spielbach und Schmerbach bei Blumweiler erreichen und in dem sie sich auch vereinen. Im Bereich der zwei Stauseen setzt erstmals in der Talaue Mittlerer Muschelkalk ein, der im Untertal den größeren Teil der Hänge einnimmt, und in dem der Herrgottsbach auch mündet. Ebenfalls im Bereich der Seen setzt Auensediment auf dem Talgrund ein, das sich in einem wenig breiten Streifen bis zur Mündung zieht.

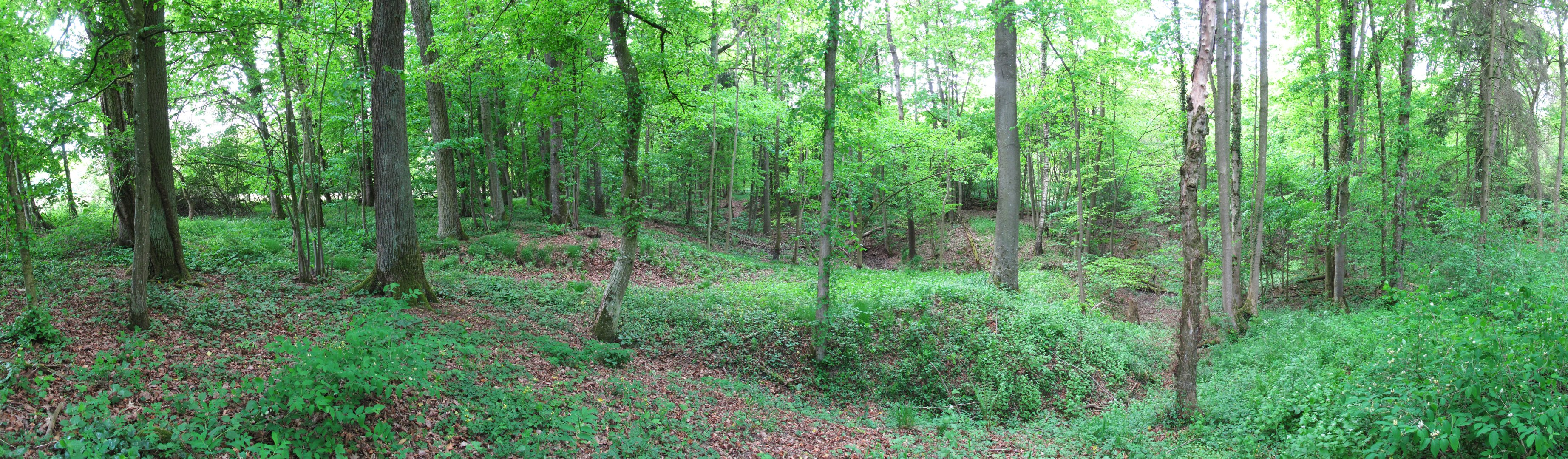
Dolinen im Naturschutzgebiet Oberrimbacher Erdfälle

Der Muschelkalk ist verkarstet, was sich vor allem in landschaftstypischen Dolinenreihen in Waldgebieten bemerkbar macht. Die Einbruchsdolinen liegen im Unterkeuper wenig über der Grenze zum Oberen Muschelkalk; die Lage erklärt sich über Mischungskorrosion. Im Naturschutzgebiet Oberrimbacher Erdfälle sind die größten Ansammlungen von Dolinen auf relativ kleinem Raum im Regierungsbezirk Stuttgart unter Schutz gestellt.
In manchen Dolinen versinken kleine Bachläufe, beispielsweise ein rund 700 Meter langer Graben nördlich von Wolkersfelden, der in einer als Naturdenkmal geschützten Doline im Gewann Klinge ⊙ endet.
Durch die Verkarstung unterscheidet sich das tatsächliche Einzugsgebiet des Herrgottsbachs vom oberirdischen, aus dem Gelände abgeleiteten Einzugsgebiet. Aus Markierungsversuchen ist bekannt, dass von Dolinen im Einzugsgebiet des Vorbach-Zuflusses Reutalbach unterirdische Verbindungen in das Einzugsgebiet des Hergottsbachs bestehen. Die Eingabepunkte lagen in Dolinen südwestlich von Obereichenrot ⊙ und im Waldgebiet Maienwald südwestlich von Untereichenrot ⊙; Traceraustritte erfolgten an beiden Oberläufen in den Ortschaften Oberrimbach und Schmerbach sowie an zwei Punkten am vereinigten Herrgottsbach oberhalb der beiden Stauseen.
In manchen Orten wurde früher Abwasser gezielt in Dolinen versenkt, beispielsweise in Spielbach in einer Doline im Norden des Ortes ⊙. Nachdem 1953 ein Markierungsversuch in der Region (siehe Ponor südöstlich von Wermutshausen) aufzeigte, dass im Muschelkalk lange unterirdische Fließwege vorhanden sind und deshalb derartige Abwasserentsorgungen auch weiter entfernte Wasserfassungen gefährden können, wurde 1964 ein Markierungsversuch an der Spielbacher Doline durchgeführt. Traceraustritte erfolgten an den gleichen Orten wie bei den Versuchen im Einzugsgebiet des Reutalbachs; zudem wurde ein Nebenaustritt am 11 Kilometer entfernten Habelbrunnen festgestellt, der unterhalb von Niederrimbach im Rindbachtal liegt. Zum Schutz talwärts gelegener Trinkwasserfassungen wurde für Spielbach eine kleine Kläranlage gebaut, die ihr Wasser in den Spielbach leitete, wo es nach kurzer Fließstrecke versank. Ende der 1990er Jahre wurde Spielbach an eine zentrale Kläranlage in Creglingen angeschlossen. Die Doline in Spielberg ist zu einem Schacht umgebaut, in den Wasser aus der Regenwasserkanalisation eingeleitet wird. Zum Schutz von Wasserfassungen im Rindbachtal ist der Süden des Einzugsgebiets des Herrgottsbachs Teil des Wasserschutzgebiets Hohenloher Wasserversorgungsgruppe und Stadt Creglingen.

## Biosphäre
Das Herrgottsbachtal wird über weite Strecken von größeren Auwaldstreifen mit vielen Eschen, Schwarzerlen und Kopfweiden geprägt. Kurz vor der Mündung des Herrgottsbaches in die Tauber befindet sich eine feuchte Hochstaudenflur. Am Unterlauf des Herrgottsbaches treten neben der Groppe auch die Bachforelle, der Aal auf und die Elritze auf und im Oberlauf kommen neben der Groppe nur die Bachforelle, sowie vereinzelt die standortfremde Regenbogenforelle vor. Auch den Edelkrebs und den Steinkrebs kann man im Herrgottsbach beobachten. Nach den Angaben des Fischereivereins Creglingen e. V. sollen zudem noch Rotauge, Rotfeder, Karausche und verschiedene andere Kleinfischarten im Bach vorkommen.

## Freizeit und Erholung
Der Herrgottsbach ist wegen seines Fischreichtums bei Anglern beliebt. Auch die beiden Stauseen werden als Fischgewässer, der zweite nördliche Stausee wird darüber hinaus auch als Badegewässer genutzt. Die stattlichen Auwaldgalerien laden zu Wanderungen ein.

### LUBW
Amtliche Online-Gewässerkarte mit passendem Ausschnitt und den hier benutzten Layern: Lauf und Einzugsgebiet des Herrgottsbachs

Allgemeiner Einstieg ohne Voreinstellungen und Layer: Daten- und Kartendienst der Landesanstalt für Umwelt Baden-Württemberg (LUBW) (Hinweise)
1. 1 2  Höhe nach dem Höhenlinienbild auf dem Hintergrundlayer Topographische Karte.
2. 1 2 3 4  Höhe nach grauer Beschriftung auf dem Hintergrundlayer Topographische Karte.
3. 1 2 3  Länge nach dem Layer Gewässernetz (AWGN).
4. 1 2  Einzugsgebiet nach dem Layer Aggregierte Gebiete 05.
5. ↑  Seefläche nach dem Layer Stehende Gewässer.
6. ↑  Einzugsgebiet nach dem Layer Basiseinzugsgebiet (AWGN).
7. ↑  Einzugsgebiet aufsummiert aus den Teileinzugsgebieten nach dem Layer Basiseinzugsgebiet (AWGN).
8. 1 2 3 4  Einzugsgebiet abgemessen auf dem Hintergrundlayer Topographische Karte.
9. 1 2 3  Höhe nach blauer Beschriftung auf dem Hintergrundlayer Topographische Karte.
10. ↑  Schutzgebiete nach den einschlägigen Layern, Natur teilweise nach dem Layer Geschützte Biotope.

### Andere Belege
1. 1 2  Das Einzugsgebiet ist nach den oberirdischen Wasserscheiden abgemessen. Die Region ist stark verkarstet, diese Angaben sagen wenig über die u. U. relevanteren Abflüsse in tieferen Grundwasserstockwerken aus.
2. ↑  Abfluss-BW - regionalisierte Abfluss-Kennwerte Baden-Württemberg
3. ↑  Von manchen wird der Rimbach auch als ein Teilstück des Herrgottsbaches angesehen
4. ↑  Von manchen wird der Schmerbach auch als ein Zufluss des Herrgottsbaches angesehen
5. ↑  Wolf-Dieter Sick: Geographische Landesaufnahme: Die naturräumlichen Einheiten auf Blatt 162 Rothenburg o. d. Tauber. Bundesanstalt für Landeskunde, Bad Godesberg 1962. → Online-Karte (PDF; 4,7 MB)
6. ↑  Biologische Gewässergütekarte 1 : 350.000 der Landesanstalt für Umweltschutz Baden-Württemberg (PDF; 11,7 MB)
7. 1 2  Pflege- und Entwicklungsplan für das FFH-Gebiet 6526-341 "Taubergrund bei Creglingen" (Seite nicht mehr abrufbar, festgestellt im April 2018. Suche in Webarchiven)  Info: Der Link wurde automatisch als defekt markiert. Bitte prüfe den Link gemäß Anleitung und entferne dann diesen Hinweis. (PDF; 2,7 MB)
8. ↑  Geologie nach den Layern zu Geologische Karte 1:50.000 auf: Mapserver des Landesamtes für Geologie, Rohstoffe und Bergbau (LGRB) (Hinweise)
9. ↑  Würdigung Oberrimbacher Erdfälle bei der LUBW.
10. ↑  Geotop-Steckbrief Dolinen (Erdfallfeld) SW von Obereichenrot bei Landesamt für Geologie, Rohstoffe und Bergbau (PDF, 773 KB).
11. ↑  Hans Hagdorn, Theo Simon: Geologie und Landschaft des Hohenloher Landes. (=Forschungen aus Württembergisch-Franken, Band 28) 2. Auflage, Thorbecke, Sigmaringen 1988, ISBN 3-7995-7627-4, S. 105.
12. ↑  Thomas Schöber, Theo Simon: Hydrogeologie und Verkarstung im Taubergrund und in Osthohenlohe. Exkursion L am 2. April 2005. In: Jahresberichte und Mitteilungen des Oberrheinischen geologischen Vereins. N.F. 87(2005), S. 303–317, hier S. 315 f.
13. ↑  Fränkische Nachrichten, 13. August 2009
14. ↑  Herrgottsbach in Creglingen (Memento des Originals vom 4. März 2016 im Internet Archive)  Info: Der Archivlink wurde automatisch eingesetzt und noch nicht geprüft. Bitte prüfe Original- und Archivlink gemäß Anleitung und entferne dann diesen Hinweis.
15. ↑  anglermap.de: Gewässersteckbrief Münstersee
16. ↑  Münsterseen im Taubertal